# Upucerthia dumetaria
La bandurrita común (en Argentina y Bolivia) (Upucerthia dumetaria), también denominada bandurrilla común (en Chile), bandurrita del sur (en Chile), bandurrita de la cordillera (en Chile), bandurrita de garganta escamosa (en Perú) o simplemente bandurrita (en Uruguay), es una especie de ave paseriforme perteneciente al género Upucerthia de la familia Furnariidae. Es nativa del sur y oeste de Sudamérica. Antes se consideraba que U. saturatior era una subespecie de la bandurrita común.

## Distribución y hábitat

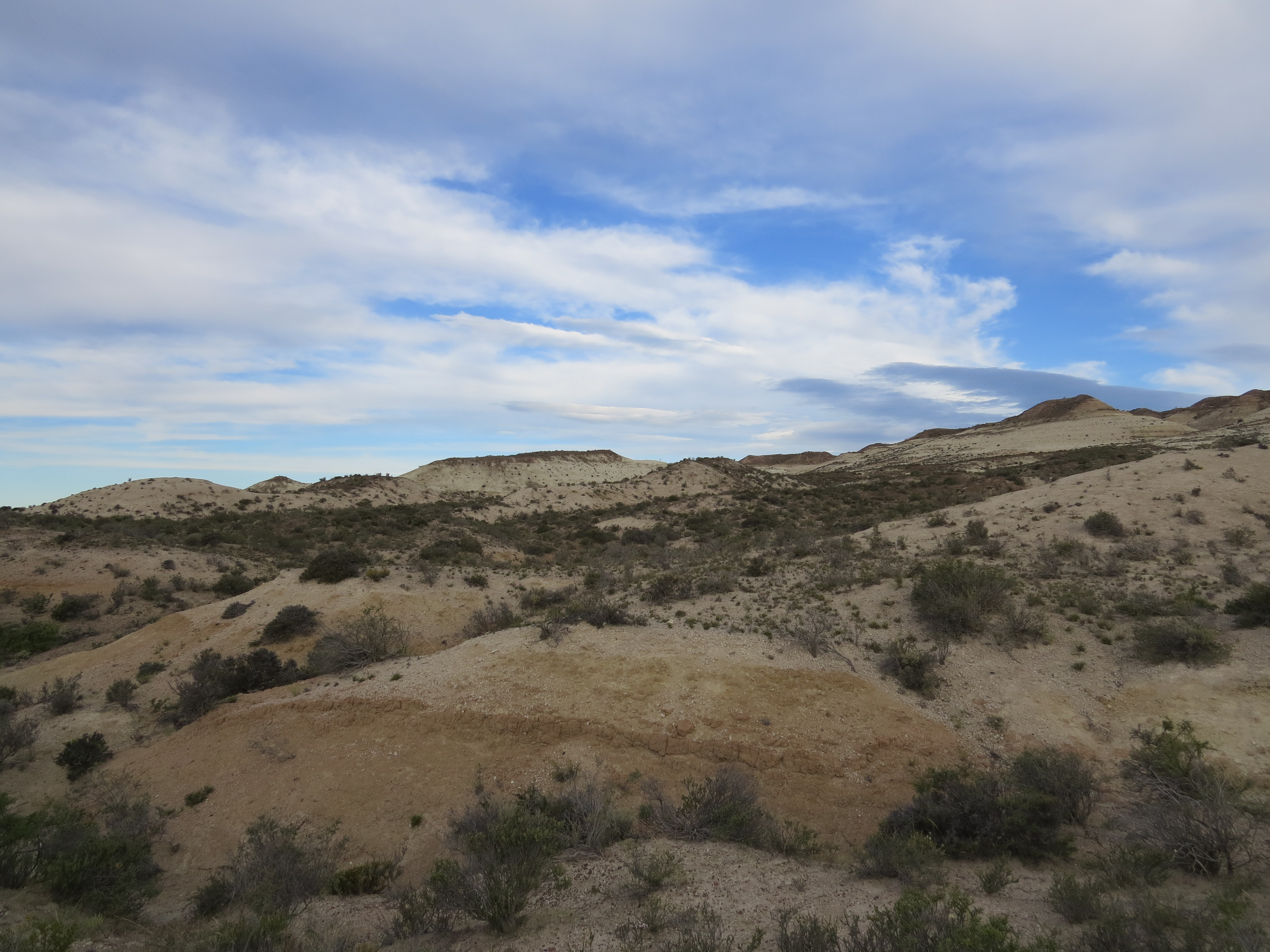
La estepa patagónica, uno de los hábitats de la especie.

Se distribuye a lo largo de los Andes y adyacencias, desde el sur de Perú hacia el sur, por Bolivia, Argentina, hasta el centro de Chile y Tierra del Fuego, extendiéndose por la Patagonia; en los inviernos migra hasta el centro de Argentina y sur de Uruguay.
Esta especie es considerada bastante común en sus hábitats naturales, los arbustos de las estepas patagónicas y menos numerosa en los matorrales andinos hacia el norte; hasta los 3900 m de altitud.

## Sistemática

### Descripción original
La especie U. dumetaria fue descrita por primera vez por el ornitólogo francés Isidore Geoffroy Saint-Hilaire en 1832 bajo el mismo nombre científico; su localidad tipo es: «Patagonia = orillas del Río Negro, Argentina.»

### Etimología
El nombre genérico femenino «Upucerthia» resulta de una combinación de los géneros del Viejo Mundo Upupa (las abubillas) y Certhia (los agateadores), principalmente en referencia al formato del pico; y el nombre de la especie «dumetaria», proviene del latín «dumetaria»: de los arbustos.

### Taxonomía
Hasta recientemente era considerada conespecífica con Upucerthia saturatior, pero en 2009, ésta fue nuevamente elevada al estatus de especie plena, gracias a un profundo estudio comparativo de ejemplares de museo apoyado por trabajo de campo, de Areta y Pearman, el cual concluye que ambos taxones son muy diferentes, y que no hay gradación entre ellos. La separación fue aprobada mediante la Propuesta N° 393 al Comité de Clasificación de Sudamérica (SACC), y corroborada por estudios posteriores de genética molecular. La subespecie propuesta hallinani (del norte de Chile y noroeste de Argentina) parece representar un extremo clinal de palidez de la subespecie hypoleuca, al norte de su rango.

### Subespecies
Según las clasificaciones del Congreso Ornitológico Internacional (IOC) y Clements Checklist v.2018, se reconocen tres subespecies, con su correspondiente distribución geográfica:
- Upucerthia dumetaria peruana J.T. Zimmer, 1954 – Andes del sur de Perú (Puno).
- Upucerthia dumetaria hypoleuca Reichenbach, 1853 – oeste de Bolivia, centro de Chile (Antofagasta al sur hasta Maule) y oeste de Argentina (desde Jujuy hacia el sur hasta el norte de Río Negro, al este hasta Córdoba).
- Upucerthia dumetaria dumetaria I. Geoffroy Saint-Hilaire, 1832 – sur de Chile (Aisén, Magallanes) y centro y sur de Argentina (desde Córdoba y Buenos Aires hacia el sur hasta el norte de Tierra del Fuego); las poblaciones sureñas migran hacia el norte de Argentina y sur de Uruguay.